# Sinochelus chinensis
Sinochelus chinensis är en skalbaggsart som beskrevs av Karl Henrik Boheman 1858. Sinochelus chinensis ingår i släktet Sinochelus och familjen Melolonthidae. Inga underarter finns listade i Catalogue of Life.